# Dagmara Wozniak
Dagmara "Daga" Wozniak (Breslávia, 1 de julho de 1988) é uma esgrimista estadunidense, de origem polonesa, medalhista olímpica.

## Carreira
Dagmara Wozniak representou seu país nos Jogos Olímpicos de Verão de 2016, no sabre. Conseguiu a medalha de bronze no sabre equipes.